# Grallaria carrikeri
Pita-formigueira-de-bico-pálido ou torom-de-bico-claro (Grallaria carrikeri) é uma espécie de ave da família Formicariidae.
É endémica do Peru.
Os seus habitats naturais são: regiões subtropicais ou tropicais húmidas de alta altitude.